# Groupe C des éliminatoires de la Coupe d'Afrique des nations de football 2021
Navigation
Groupe B Groupe D
Le groupe C des éliminatoires de la Coupe d'Afrique des nations de football 2021 est une compétition qualificative pour la phase finale de la Coupe d'Afrique des nations de football 2021. Elle se déroule de novembre 2019 à novembre 2020.  Ce groupe est composé de l'Afrique du Sud, du  Ghana, de Sao Tomé-et-Principe et du Soudan.

## Tirage au sort
Le tirage au sort se déroule le 18 juillet 2019 au Caire, pendant la CAN 2019. Les 51 sélections africaines sont classées dans cinq chapeaux selon leur classement FIFA.
Le tirage au sort désigne les équipes suivantes dans le groupe C :
- Chapeau 1 :  Ghana (6e du classement CAF et 50e du classement FIFA)
- Chapeau 2 :  Afrique du Sud (14e du classement CAF et 72e du classement FIFA)
- Chapeau 3 :  Soudan (35e du classement CAF et 130e du classement FIFA)
- Chapeau 5 :  Sao Tomé-et-Principe (50e du classement CAF et 185e du classement FIFA)

## Résultats

### Classement
| Rang | Équipe               | Pts | J | G | N | P | Bp | Bc | Diff |  | Résultats (▼ dom., ► ext.) |     |     |     |     |
| ---- | -------------------- | --- | - | - | - | - | -- | -- | ---- |  | -------------------------- | --- | --- | --- | --- |
| 1    | Ghana                | 13  | 6 | 4 | 1 | 1 | 9  | 3  | +6   |  | Ghana                      |     | 2-0 | 2-0 | 3-1 |
| 2    | Soudan               | 12  | 6 | 4 | 0 | 2 | 9  | 3  | +6   |  | Soudan                     | 1-0 |     | 2-0 | 4-0 |
| 3    | Afrique du Sud       | 10  | 6 | 3 | 1 | 2 | 8  | 7  | +1   |  | Afrique du Sud             | 1-1 | 1-0 |     | 2-0 |
| 4    | Sao Tomé-et-Principe | 0   | 6 | 0 | 0 | 6 | 3  | 16 | -13  |  | Sao Tomé-et-Principe       | 0-1 | 0-2 | 2-4 |     |

### Matchs
| 1re journée                  | Soudan                                                 | 4 - 0   | Sao Tomé-et-Principe | Al Hilal Stadium, Omdourman    |                                |
| 13 novembre 2019 21:00 UTC+2 | Agab 7e · Hamid 44e · Diogo 62e (csc) · El-Rasheed 77e | (2 - 0) |                      | Arbitrage : Mohamed Ali Moussa | Arbitrage : Mohamed Ali Moussa |
| 13 novembre 2019 21:00 UTC+2 | Rapport                                                |         |                      | Arbitrage : Mohamed Ali Moussa | Arbitrage : Mohamed Ali Moussa |

| 14 novembre 2019 | Ghana                  | 2 - 0   | Afrique du Sud | Cape Coast Sports Stadium, Cape Coast |                              |
| 19:00 UTC±0      | Partey 36e · Kudus 80e | (1 - 0) |                | Arbitrage : Mustapha Ghorbal          | Arbitrage : Mustapha Ghorbal |
| 19:00 UTC±0      | Rapport                |         |                | Arbitrage : Mustapha Ghorbal          | Arbitrage : Mustapha Ghorbal |

| 2e journée                   | Afrique du Sud | 1 - 0   | Soudan | Orlando Stadium, Johannesbourg |                                |
| 17 novembre 2019 15:00 UTC+2 | Phiri 45e      | (1 - 0) |        | Arbitrage : Eric Otogo-Castane | Arbitrage : Eric Otogo-Castane |
| 17 novembre 2019 15:00 UTC+2 | Rapport        |         |        | Arbitrage : Eric Otogo-Castane | Arbitrage : Eric Otogo-Castane |

| 18 novembre 2019 | Sao Tomé-et-Principe    | 0 - 1   | Ghana             | Estádio Nacional 12 de Julho, São Tomé |                                     |
| 16:00 UTC±0      |                         | (0 - 0) | 50e (pen.) J.Ayew | Arbitrage : Messie Nkounkou Mvoutou    | Arbitrage : Messie Nkounkou Mvoutou |
| 16:00 UTC±0      | Eusebio 49e · Vegas 74e | Rapport | 90e Ofori         | Arbitrage : Messie Nkounkou Mvoutou    | Arbitrage : Messie Nkounkou Mvoutou |

| 3e journée                   | Ghana           | 2 - 0   | Soudan | Cape Coast Sports Stadium, Cape Coast |                              |
| 12 novembre 2020 16:00 UTC±0 | A. Ayew 19e 81e | (1 - 0) |        | Arbitrage : Maguette N'Diaye          | Arbitrage : Maguette N'Diaye |
| 12 novembre 2020 16:00 UTC±0 | Rapport         |         |        | Arbitrage : Maguette N'Diaye          | Arbitrage : Maguette N'Diaye |

| 13 novembre 2020 | Afrique du Sud             | 2 - 0   | Sao Tomé-et-Principe | Stade Moses-Mabhida, Durban  |                              |
| 21:00 UTC+2      | Tau 55e (pen.) · Zungu 90e | (0 - 0) |                      | Arbitrage : Thulani Sibandze | Arbitrage : Thulani Sibandze |
| 21:00 UTC+2      | Rapport                    |         |                      | Arbitrage : Thulani Sibandze | Arbitrage : Thulani Sibandze |

| 4e journée                   | Sao Tomé-et-Principe         | 2 - 4   | Afrique du Sud              | Nelson Mandela Bay Stadium, Port Elizabeth |                                    |
| 16 novembre 2020 15:00 UTC+2 | J. Soares 12e · Harramiz 75e | (1 - 1) | 39e 87e Zwane · 70e 88e Tau | Arbitrage : Tawel Camara Younoussa         | Arbitrage : Tawel Camara Younoussa |
| 16 novembre 2020 15:00 UTC+2 | Rapport                      |         |                             | Arbitrage : Tawel Camara Younoussa         | Arbitrage : Tawel Camara Younoussa |

| 17 novembre 2020 | Soudan            | 1 - 0   | Ghana | Al Hilal Stadium, Omdourman |                          |
| 15:00 UTC+2      | Abdelrahman 90+2e | (0 - 0) |       | Arbitrage : Joshua Bondo    | Arbitrage : Joshua Bondo |
| 15:00 UTC+2      | Rapport           |         |       | Arbitrage : Joshua Bondo    | Arbitrage : Joshua Bondo |

| 5e journée               | Sao Tomé-et-Principe | 0 - 2   | Soudan                       | Estádio Nacional 12 de Julho, São Tomé |                           |
| 24 mars 2021 19:00 UTC±0 |                      | (0 - 1) | 27e Abdel Raman · 53e Bakhit | Arbitrage : Joseph Ogabor              | Arbitrage : Joseph Ogabor |
| 24 mars 2021 19:00 UTC±0 | Rapport              |         |                              | Arbitrage : Joseph Ogabor              | Arbitrage : Joseph Ogabor |

| 25 mars 2021 | Afrique du Sud | 1 - 1   | Ghana     | FNB Stadium, Johannesbourg        |                                   |
| 18:00 UTC+2  | Tau 52e        | (0 - 0) | 49e Kudus | Arbitrage : Bamlak Tessema Weyesa | Arbitrage : Bamlak Tessema Weyesa |
| 18:00 UTC+2  | Rapport        |         |           | Arbitrage : Bamlak Tessema Weyesa | Arbitrage : Bamlak Tessema Weyesa |

| 6e journée               | Ghana                                  | 3 - 1   | Sao Tomé-et-Principe | Cape Coast Sports Stadium, Cape Coast |                             |
| 28 mars 2021 16:00 UTC±0 | Opoku 12e · Ayew 31e · Baba Rahman 60e | (2 - 0) | 83e Iniesta          | Arbitrage : Souleiman Djama           | Arbitrage : Souleiman Djama |
| 28 mars 2021 16:00 UTC±0 | Rapport                                |         |                      | Arbitrage : Souleiman Djama           | Arbitrage : Souleiman Djama |

| 29 mars 2021 | Soudan                      | 2 - 0   | Afrique du Sud | Al Hilal Stadium, Omdourman            |                                        |
| 18:00 UTC+2  | Bakhit 5e · Abdel Raman 31e | (2 - 0) |                | Arbitrage : Hélder Martins de Carvalho | Arbitrage : Hélder Martins de Carvalho |
| 18:00 UTC+2  | Rapport                     |         |                | Arbitrage : Hélder Martins de Carvalho | Arbitrage : Hélder Martins de Carvalho |

## Liste des buteurs
| 4 buts - Percy Tau 3 buts - Mohamed Abdelrahman 2 buts - André Ayew - Jordan Ayew - Mohammed Kudus - Themba Zwane - Saifeldin Bakhit | 1 but - Thomas Partey - Nicholas Opoku - Baba Rahman - Lebogang Phiri - Bongani Zungu - Harramiz - Iniesta - Joazhifel Soares - Ramadan Agab - Mohamed El-Rasheed - Ahmed Hamid Contre son camp (csc) - Jordão Diogo (pour le Soudan) |